# Hậu Tây du ký
Hậu Tây du ký (tên gốc tiếng Trung là 西游记后传, tức Tây du ký hậu truyện) là bộ phim truyền hình dài 30 tập do Trung Quốc sản xuất năm 2000 do Tào Vinh làm đạo diễn, nội dung chủ yếu kể chuyện thầy trò Đường Tăng sau khi thỉnh kinh xong, Như Lai Phật Tổ viên tịch, đại ma đầu là Vô Thiên lợi dụng cơ hội thống trị tam giới, cuối cùng bị Tôn Ngộ Không tiêu diệt, tam giới lại được khôi phục.

## Thành viên đoàn làm phim
- Tổng giám chế: Nhâm Hiền Lương, Duyên Nghệ Vân
- Chủ nhiệm sản xuất: Lý An Quân
- Tổng đạo diễn: Lý Nguyên
- Biên kịch: Tiền Nhạn Thu
- Đạo diễn: Tào Vinh
- Quay phim: Diệp Chí Vĩ, Thẩm Yến Lâm, Trần Trác Năng
- Hoá trang: Lưu Tiểu Đông
- Đạo cụ: Thôi Thu An
- Kĩ xảo: Lưu Thiệu Xuân
- Kĩ xảo điện tử: Bạch Tiểu Tuấn, Tào Vinh

## Các diễn viên chính
- Tôn Ngộ Không: Tào Vinh
- Trư Bát Giới: Lư Hán Bưu
- Đường Tăng: Huỳnh Hải Băng
- Sa Tăng: Lý Kinh
- Tiểu Bạch Long: Trương Chí Vĩ
- Kiều Linh Nhi (chuyển thế linh đồng của Như Lai): Ngô Kiện
- Vô Thiên: Hắc Tử
- Bạch Liên Hoa: Mã Á Thư
- Bích Du: Vương Tuệ Quyên
- Như Lai: Hác Nhất Bình
- Quan Âm: Phó Vũ Giai
- Na Tra: Thu Nguyệt
- Ngũ Chân: Vu Nguyệt Tiên
- Hắc Bào: Mã Kiệt Lâm
- Cự Hạt: Lưu Oánh
- Doanh Yêu: Đan Liên Lệ
- Đông Hoa Đế Quân: Tưởng Thụy Chinh

## Âm nhạc
Âm nhạc trong phim do Tam Bảo sáng tác, Triệu Tử Nguyên viết lời, Kinh Lạc Hà biên tập. Ca khúc mở đầu phim là Ta muốn thành tiên (我欲成仙) do Lưu Hoan thể hiện, ca khúc cuối phim là Hồng đậu sinh nam quốc (tương tư) (相思) do Mao A Mẫn thể hiện. Bài hát Hồng đậu sinh nam quốc được nhiều khán giả yêu thích đặc biệt với giọng ca của nữ ca sĩ Đồng Lệ.